# Kognitor
Kognitor (łac. cognitor) – w prawie rzymskim zastępca strony w procesie formułkowym ustanowiony uroczyście i w obecności strony przeciwnej. Ustanowienie to zaliczano do actus legitimi, czynności których pod rygorem nieważności zabroniono obwarowywać warunkiem lub terminem (accidentalia negotii).
Zastępca ustanowiony bez formalności lub bez obecności drugiej strony nazywany był procuratorem.